# Shakerato

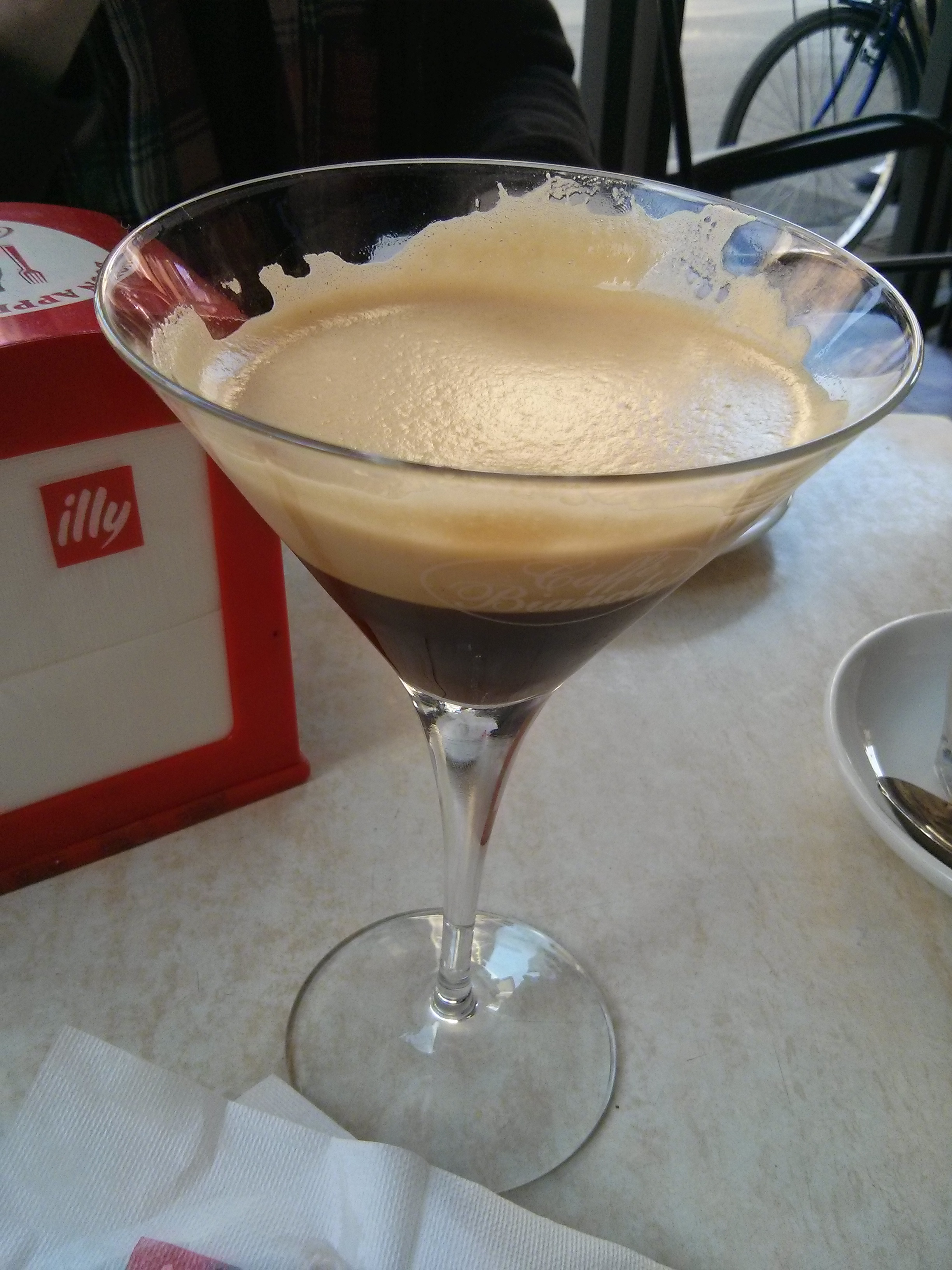
Shakerato w szklance do martini we Florencji.

Shakerato – napój kofeinowy przygotowywany z espresso i kostek lodu. Napój jest popularny i łatwo dostępny we Włoszech.

## Przygotowanie
Shakerato jest przygotowywane przez wstrząsanie espresso z kostkami lodu i syropem w shakerze. Następnie napój jest przelewany do szklanki, gdy osiągnie pianistą konsystencję. Napój zazwyczaj jest serwowany w szklance do martini. Czasem do shakerato dodawany jest napój alkoholowy Baileys.